# 松緑哲也
松緑 哲也（まつみどり てつや 、1981年7月27日 - ）は、石川県鳳至郡能都町（現在の鳳珠郡能登町）出身で阿武松部屋所属の元大相撲力士。本名は藪下 哲也（やぶした てつや）。身長188.5cm、体重148kg、血液型B型、星座は獅子座。得意技は突き、右四つ、寄り。最高位は西幕下14枚目（2009年9月場所）。四股名は同郷の横綱阿武松緑之助に由来する。

## 来歴
1997年3月場所初土俵。序二段と三段目で苦労したが、2002年7月場所に幕下昇進。2003年頃から幕下に定着してきた。2006年5月場所は東三段目8枚目に陥落し、その後幕下に復帰したものの、幕下中位の壁は厚く幕下15枚目までに番付を上げることができずにいたが、2009年9月場所で4年ぶりに最高位を更新した。

### 大相撲野球賭博問題後
2010年7月場所を大相撲野球賭博問題により謹慎休場。翌9月場所限りで現役を引退。引退後は地元に戻り、漁師をしていたが、大相撲野球賭博問題に関連して、2011年1月26日賭博開張図利の疑いで、元阿武松部屋の兄弟子らを含む3人と共に警視庁に逮捕された。
2011年5月6日、東京地裁は求刑懲役10月に対し、懲役10月、執行猶予3年を言い渡した。

## 主な成績
- 通算成績：282勝242敗45休（82場所）

| | 一月場所 初場所（東京） | 三月場所 春場所（大阪）  | 五月場所 夏場所（東京）   | 七月場所 名古屋場所（愛知） | 九月場所 秋場所（東京）   | 十一月場所 九州場所（福岡） |
| --- | ----------------------- | ------------------------ | ------------------------- | --------------------------- | ------------------------- | --------------------------- |
| 1997年 （平成9年） | x                       | （前相撲）               | 西序ノ口37枚目 6–1        | 西序二段113枚目 2–5         | 東序二段152枚目 1–6       | 西序ノ口9枚目 4–3           |
| 1998年 （平成10年） | 西序二段154枚目 6–1     | 東序二段70枚目 3–4       | 東序二段93枚目 4–3        | 西序二段67枚目 2–5          | 西序二段93枚目 3–4        | 東序二段110枚目 5–2         |
| 1999年 （平成11年） | 西序二段62枚目 5–2      | 西序二段25枚目 2–5       | 西序二段52枚目 4–3        | 西序二段28枚目 1–6          | 西序二段59枚目 5–2        | 西序二段18枚目 2–5          |
| 2000年 （平成12年） | 西序二段45枚目 3–4      | 西序二段64枚目 4–3       | 西序二段41枚目 5–2        | 東序二段2枚目 4–3           | 東三段目86枚目 5–2        | 東三段目54枚目 4–3          |
| 2001年 （平成13年） | 西三段目39枚目 4–3      | 東三段目26枚目 3–4       | 東三段目41枚目 休場 0–0–7 | 西序二段2枚目 休場 0–0–7    | 東序二段72枚目 3–1–3      | 東序二段90枚目 7–0          |
| 2002年 （平成14年） | 東三段目85枚目 5–2      | 東三段目53枚目 5–2       | 東三段目26枚目 6–1        | 東幕下46枚目 4–3            | 東幕下40枚目 4–3          | 東幕下30枚目 3–4            |
| 2003年 （平成15年） | 東幕下40枚目 2–5        | 東幕下60枚目 2–5         | 西三段目20枚目 4–3        | 西三段目9枚目 4–3           | 西幕下58枚目 4–3          | 西幕下49枚目 4–3            |
| 2004年 （平成16年） | 東幕下36枚目 2–5        | 東幕下54枚目 3–4         | 西三段目5枚目 4–3         | 東幕下57枚目 4–3            | 東幕下48枚目 3–4          | 東幕下60枚目 3–4            |
| 2005年 （平成17年） | 西三段目10枚目 5–2      | 東幕下50枚目 6–1         | 西幕下21枚目 2–5          | 西幕下36枚目 5–2            | 西幕下23枚目 3–4          | 西幕下30枚目 3–4            |
| 2006年 （平成18年） | 西幕下38枚目 3–4        | 東幕下47枚目 2–5         | 東三段目8枚目 6–1         | 東幕下34枚目 3–4            | 東幕下44枚目 5–2          | 西幕下31枚目 2–5            |
| 2007年 （平成19年） | 東幕下48枚目 3–4        | 西三段目2枚目 休場 0–0–7 | 西三段目62枚目 休場 0–0–7 | 西序二段22枚目 6–1          | 東三段目60枚目 6–1        | 西三段目6枚目 4–3           |
| 2008年 （平成20年） | 西幕下55枚目 3–4        | 東三段目7枚目 5–2        | 西幕下47枚目 3–4          | 西幕下59枚目 5–2            | 西幕下39枚目 4–3          | 東幕下29枚目 3–4            |
| 2009年 （平成21年） | 西幕下38枚目 2–5        | 東幕下59枚目 5–2         | 西幕下37枚目 5–2          | 東幕下22枚目 5–2            | 西幕下14枚目 3–4          | 東幕下18枚目 2–5            |
| 2010年 （平成22年） | 東幕下30枚目 2–5        | 東幕下45枚目 2–5         | 西三段目4枚目 6–1         | 東幕下30枚目 出場停止 0–0–7 | 西三段目10枚目 引退 0–0–7 | x                           |
| 各欄の数字は、「勝ち-負け-休場」を示す。 優勝 引退 休場 十両 幕下 三賞：敢=敢闘賞、殊=殊勲賞、技=技能賞 その他：★=金星 番付階級：幕内 - 十両 - 幕下 - 三段目 - 序二段 - 序ノ口 幕内序列：横綱 - 大関 - 関脇 - 小結 - 前頭（「#数字」は各位内の序列） |                         |                          |                           |                             |                           |                             |

## 改名歴
- 薮下 哲也（やぶした てつや）1997年3月場所 - 1997年5月場所
- 松緑 哲也（まつみどり－）1997年7月場所 - 2010年9月場所